# Monobo Son
Monobo Son ist eine 2011 gegründete Band aus Bayern.

## Geschichte
Monobo Son ist eine von LaBrassBanda-Posaunist Manuel Winbeck gegründete Band aus Bayern. Ihr erstes Konzert gab die Band 2011 im Import/Export im Münchener Bahnhofsviertel. 2013 wurde Monobo Son vom Goethe-Institut Moskau zu einer zweiwöchigen Tour durch Russland, entlang der Wolga, eingeladen. Mit Monobo Son erschien im selben Jahr ihre erste EP, die fünf Lieder enthält. Diese wurde teilweise im Freien aufgenommen. Als "Studio" diente hierfür der Münchner Viehhof. 2015 veröffentlichte Monobo Son ihr Debütalbum Jambo, darauf enthalten sind neben zwölf Liedern auch ein Hidden Track. Der Titel des Albums Jambo ist auf Swahili eine gleichbedeutende Begrüßungsformel wie im bayrischen Sprachraum das „Servus“. Im Herbst 2014 begab sich die Band auf eine Kaffeehaustour durch ganz Deutschland. Die Band wurde 2016 von einem Filmteam des Bayerischen Rundfunks bei einem Live-Konzert begleitet und ist in der "24 Stunden Bayern" Sendung in Stunde 17 und 22 zu sehen. Neben Clubgigs in Berlin und Hamburg, spielte die Band auf Festivals wie Haldern Pop, Chiemsee Summer, Wuzdog Open Air, Theatron Musik Sommer und der Echinger Brass Wiesn und tourt häufig durch Clubs im Süddeutschen Raum. Zwischen 2015 und 2017 gab es bei der Besetzung der Band immer wieder Änderungen und auch bei der Instrumentierung. So wurde der Platz der wechselnden Keyboarder mit Benedikt Dorn an der Gitarre ersetzt. Im Februar 2018 erschien ihre zweite EP Scheissen. Kurz vor Veröffentlichung drehte die Band ihr erstes offizielles Musikvideo zum Titelsong der EP.

## Stil
Die Texte von Monobo Son sind in bairischer Mundart verfasst. Musikalisch ist die Band ein Vertreter der neuen bayerischen Musik, sie vermischt klassische Musik, Brass, Jazz sowie elektronische Klänge zu einem bunten Stilmix.

## Diskografie
- 2013: Monobo Son (EP, International Bohemia)
- 2015: Jambo (Album, International Bohemia)
- 2018: Scheissen (EP)
- 2018: Scheene Wienerin (Album, Zoundr)
- 2021: Supersonic (Album, Urwald Records)